# Watson Portela
Watson Barroso Portela (Recife, Pernambuco, 18 de outubro de 1950) é quadrinista brasileiro. É irmão do roteirista Wilde Portela.

## Vida pessoal
Nascido em Camaragibe, Recife, Pernambuco, filho de Petrônio Portela e Suzete Portela Costa.

## Biografia
Iniciou a carreira na década de 1970, fazendo tiras para o Diário de Pernambuco, em 1975, foi contemplado em um concurso da revista Gibi Semanal da Rio Gráfica Editora, em 1976, a convite do editor Lotário Vecchi, mudou-se para o Rio de Janeiro e começou a colaborar com a Editora Vecchi, onde desenhou produziu histórias de terror para as revista Spektro e Pesadelo, cocriou e desenhou o faroeste Chet, inspirado no faroeste italiano Tex da Sergio Bonelli Editore, que trazia roteiro de seu irmão Wilde Portela, a princípio, o cowboy era publicado na revista de outro cowboy da Bonelli, Ken Parker de Giancarlo Berardi (roteiros) e Ivo Milazzo (desenhos), Watson também desenhou uma capa de Tex. Ainda na Vecchi, a HQ Paralela, uma história de ficção científica envolvendo um cangaceiro chamado Asa Branca, mais tarde essa história faria parte da série Paralelas.
Chegou a produzir as HQs Caçador de Esmeraldas e Napoleão Bonaparte para a EBAL de Adolfo Aizen, mas elas acabaram não sendo publicadas. Além de quadrinhos, fez a capa do álbum Até a Amazônia? (1978) do grupo Quinteto Violado.
Em 1980, mudou-se para Curitiba e passa a colaborar com a editora Grafipar, que tinha como editor o veterano Claudio Seto, onde desenhou quadrinhos eróticos, o satírico Super-Gay, Zamor, o selvagem, série criada por Franco de Rosa ambientada na lendária Atlântida, com um guerreiro forte similar a Tarzan, Conan e tantos outros usando uma faca tecnológica, o cowboy Rex, inspirado em Jonah Hex da DC Comics e até histórias infanto-juvenis com um traço inspirado nos mangás como Xanadu em Almanaque Xanadu e Robô Gigante, uma história sobre um mecha com roteiro de Claudio Seto. Para Bloch Editores, desenhou a revista Trapalhões.
Colaborou com o fanzine Historieta de Oscar Kern e  a revista Maturi do GRUPEHQ (Grupo de Pesquisa de História em Quadrinhos) do Rio Grande do Norte.
Em 1986, sua irmã Tête Portela editou o fanzine Gang Portela Ainda em 1986, publicou duas histórias da série Vôo Livre na revista Radar da editora Press de Franco de Rosa e Paulo Paiva.
Em 1987, se muda para São Paulo e é contratado pela Abril Jovem, onde fez capas para HQs da DC Comics: Super-Homem,Crise nas Infinitas Terras, Novos Titãs e da Marvel Comics: Capitão América, Heróis da TV Grandes Heróis Marvel e Marvel Especial, ilustrou histórias brasileiras de Mysty, personagem da Marvel criado por Trina Robbins, no Brasil, os roteiros forma escritos por Lúcia Nóbrega. Também colaborou com a revista adulta Aventura e Ficção, que a principio publicava histórias da Marvel e depois histórias da revista espanhola Cimoc e por fim, HQs brasileira, nela publicou a série Vôo Livre, desenhou HQs de He-Man das séries japonesas de tokusatsu como Jaspion e Changeman, novamente com Trapalhões e até mesmo o Pato Donald da Disney.
No final da década de 1980, foi agenciado pela Commu International, publicando nos mercados franco-belga e holandês. No final da década de 90, produziu livros de como desenhar mangá e ministrou curso de desenho em Pernambuco.
Em 2001 ilustrou matérias para a revista Playboy, nesse mesmo ano publicou na Coleção Opera Brasil da Opera Graphica, o álbum A Última Missão, um crossover de personagens criados por Eugênio Colonnese. Na Editora Escala, trabalho na revista Como Fazer Passo a Passo - Curso Prático de Desenho, um manual de como desenhar mangá.
Em 2002, publica nas revistas Almanaque de Quadrinhos e Banzai – O Melhor do Mangá Brasileiro  da Editora Escala, nessa última, novamente usando o estilo mangá, no mesmo ano, a Opera Graphica lança na Coleção Opera Brasil, um álbum da série Paralelas, com histórias publicadas pela Grafipar e um álbum inédito, O lado escuro da alma. Em 2005, ilustrou Os Guerreiros das Dunas, uma HQ sobre a resistência de índios potiguaras contra invasores portugueses, roteirizada por Emanoel Amaral, um dos fundadores do GRUPEHQ com financiamento da Lei de Cultura Estadual de Rio Grande do Norte. Em 2006, publicou o álbum O último Vôo Livre pela editora MRD.
E 2009, ganhou o 25º Prêmio Angelo Agostini na categoria Mestre do quadrinho nacional.
Em 2011 desenhou a personagem Tina de Mauricio de Sousa no álbum MSP Novos 50 publicado pela Panini. Em 2013, publica na revista independente Mundo Paralelo.
Ilustrou a graphic novel Cabeça Oca e os Elfos de Terra Ronca, publicada em 2014, com roteiros de Christie Queiroz e capa do italiano Andrea Freccero.
Em 2015, a Devir Livraria publica um álbum da série Paralelas, no mesmo ano, o autor é premiado pelo Troféu HQ Mix na categoria Grande Mestre dos Quadrinhos.

## Influências
Suas primeiras influências foram artistas do mercado americano como C. C. Beck e Jack Kirby, depois passou a se inspirar em autores de outras nacionalidades, como o argentino José Luis Salinas e os artistas do quadrinho franco-belga, como, Hergé, um expoente do estilo linha clara, além de Moebius, Sérge Clerc, Yves Chaland e Jean-Claude Mézières.